# El tango en Broadway

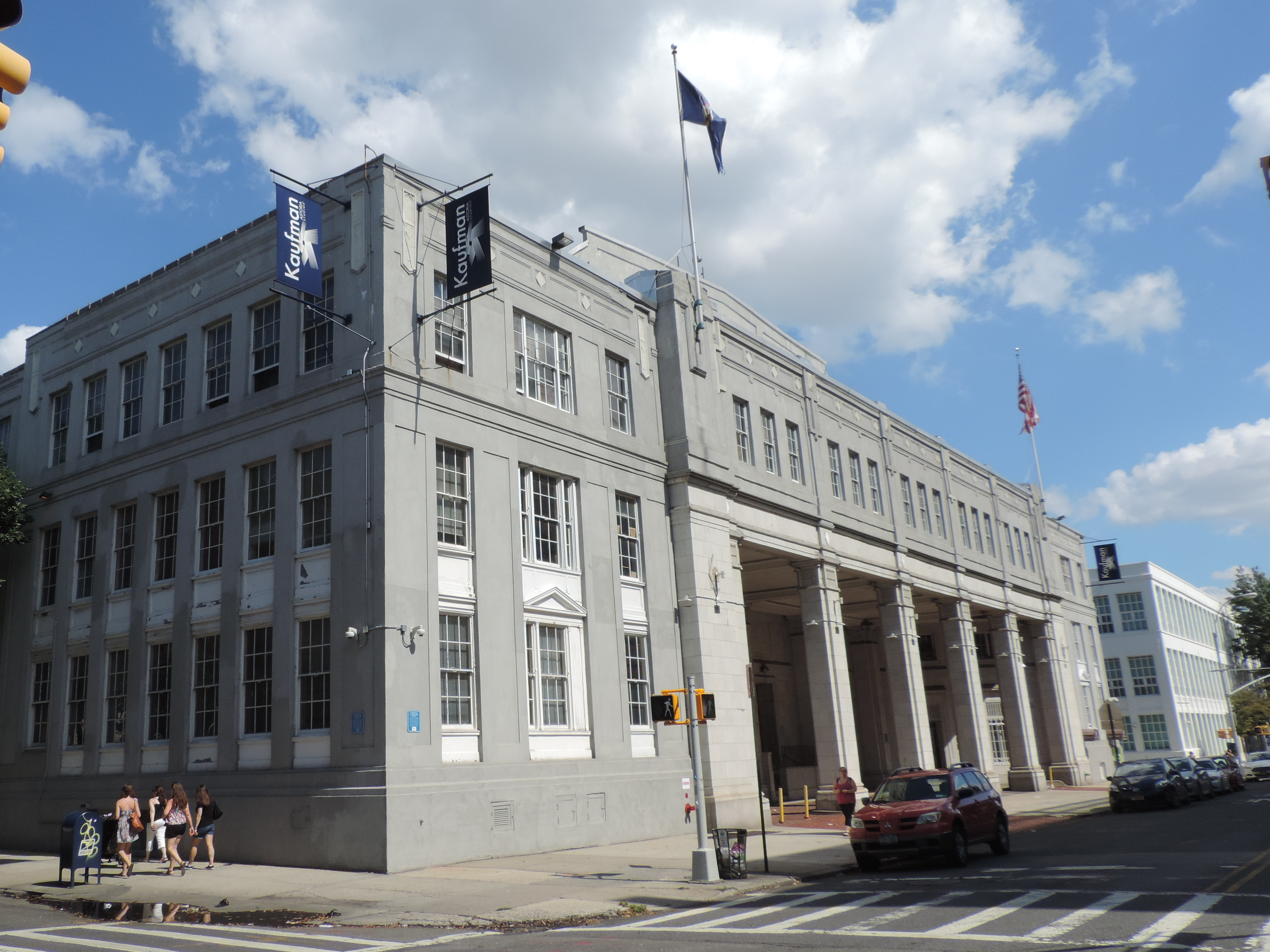
Estudios Kaufman Astoria donde fueron filmadas todas las películas estadounidenses de Gardel.

El tango en Broadway es un largometraje musical protagonizado por el cantante de tangos Carlos Gardel, dirigido por el francés Louis J. Gasnier, que constituye la segunda de la serie de películas estadounidenses de Gardel realizadas por la empresa Paramount en los estudios Kaufman Astoria ubicados en Astoria (Queens) en Nueva York. La película cuenta con el guion de Alfredo Le Pera. 
Gardel canta los temas «Rubias de Nueva York», «Golondrinas», «Soledad» y «Caminito soleado», mientras que Agustín Cornejo canta «Chinita» y «Qué me importa». Fue estrenada el 28 de diciembre de 1934 en Nueva York.

## Contexto
Entre 1931 y 1932 Carlos Gardel había realizado cuatro películas (Luces de Buenos Aires, Espérame, La casa es seria y Melodía de arrabal) con la empresa estadounidense Paramount en sus estudios europeos ubicados en Francia. Las películas hicieron de Gardel una estrella internacional, especialmente en el mundo hispanohablante. A fines de 1933 Gardel viajó por primera vez a Estados Unidos, donde cantó con gran éxito por la NBC de Nueva York, acompañado por la orquesta de la radio dirigida por Hugo Mariani y teniendo como arreglador al músico argentino Terig Tucci, radicado hacía años en Estados Unidos. 
En ese contexto Gardel convocó a Alfredo Le Pera a Nueva York para que actuara como su representante ante la Paramount, con el fin de realizar alguna película en los Estados Unidos, en un momento en el que ese país padecía la gran depresión de la década de 1930. El contrato se firmó el 20 de marzo de 1934, acordando crear una empresa productora subsidiaria del gigante del cine estadounidense con el nombre de Éxito Corporation, cuyo único accionista fue el cantante argentino. Inicialmente se realizarían dos películas ese mismo año: Cuesta abajo y El tango en Broadway. 
En mayo de 1934 se filmó Cuesta abajo y entre fines de junio y la tercera semana de julio de 1934 se filmó El tango en Broadway. El director fue una vez más el francés Louis Gasnier, impuesto por la Paramount. Al igual que en Cuesta abajo, volvió a ser un problema encontrar actores que hablaran español. Los papeles principales fueron interpretados por el español Jaime Devesa (el tío), un hallazgo, nuevamente el argentino Vicente Padula, la guatemalteca Blanca Visher (Laurita) y la mexicana Trini Ramos (Celia). Gardel hace de Carlos Bazán, un representante de artistas latinos.
También se reiteraron los conflictos de Gardel, Le Pera y Castellanos con el proceso de edición y los cortes de Gasnier y los técnicos de la Paramount, lo que consolidó la decisión del cantor argentino de prescindir del director a partir de entonces. Ello no obstó a que el film volviese a tener un enorme éxito, consolidando la gardelmanía que se estaba gestando en la comunidad latina estadounidense y en los países hispanoamericanos.

## Argumento
El argumento trata de un grupo de artistas latinos en Nueva York reunidos alrededor de Gardel, cuando llega el tío, frente a quien intenta aparentar que es un hombre de negocios. Laurita entonces se hace pasar por la novia de Carlos, y su novia, Celia, se hace pasar por su secretaria, generándose sucesivos enredos. Carlos se da cuenta de que en realidad ama a Laurita en una de las escenas culminantes de la película, cuando canta el tango "Soledad" ("En la doliente sombra de mi cuarto al esperar, sus pasos que quizás no volverán...").
Las canciones que interpreta Gardel en la película son "Soledad", el foxtrot "Rubias de New York", "Golondrinas" y "Caminito soleado". En las tres primeras fue acompañado por la orquesta de Terig Tucci y en la última por el piano de Castellano con las guitarras de Cáceres, Ayala y Cornejo.

## Reparto
- Carlos Gardel  (Alberto Bazán)
- Trini Ramos (Celia)
- Blanca Vischer (Laurita)
- Vicente Padula (Juan Carlos)
- Jaime Devesa (Don Indalecio Bazán)
- Suzanne Dulier (Susana)
- Manuel Peluffo (El hombre blanco)
- Don Alberto (Morales)
- Agustín Cornejo (Cornejo)
- Carlos Spaventa (Carlos)
- Carlos Gianotti (El gaucho)
- José Moriche (Piñata)
- Dan Duryea (Bob, el novio de Laurita, fuera de créditos)